# Discographie de Renaud

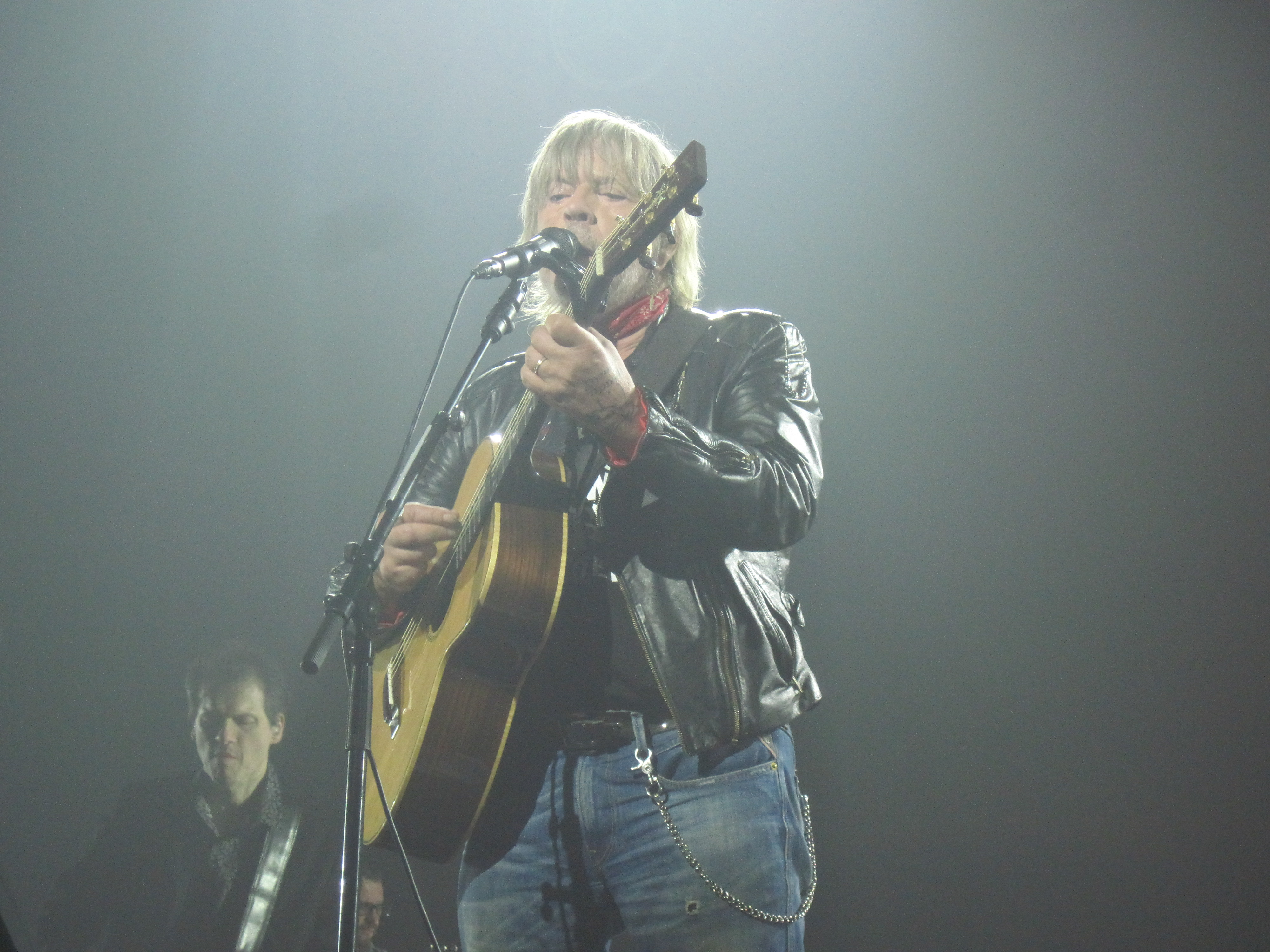
Renaud en concert en 2016.

La discographie de Renaud s'étend sur 26 albums et de nombreuses participations. Au total, il a vendu plus de 16 millions d'albums (dont trois millions de compilations diverses) et trois millions de 45 tours.

## Albums studio
| Année | Titre                              | Ventes françaises | Morceaux                                                                                     |  |
| ----- | ---------------------------------- | ----------------- | -------------------------------------------------------------------------------------------- |  |
| 1975  | Amoureux de Paname                 | 380 000           | Hexagone, Société tu m'auras pas, Camarade bourgeois                                         |  |
| 1977  | Laisse béton (Place de ma mob)     | 475 000           | Laisse béton, Je suis une bande de jeunes, Adieu minette, La Boum                            |  |
| 1979  | Ma gonzesse                        | 505 000           | La tire à Dédé, J'ai la vie qui me pique les yeux, Chanson pour Pierrot, Ma gonzesse         |  |
| 1980  | Marche à l'ombre                   | 800 000           | Où c'est qu'j'ai mis mon flingue ?, La teigne, Marche à l'ombre, Dans mon HLM                |  |
| 1981  | Le Retour de Gérard Lambert        | 625 000           | Manu, Soleil immonde, La Blanche, Mon beauf'                                                 |  |
| 1983  | Morgane de toi                     | 1 480 000         | Morgane de toi, Dès que le vent soufflera, En cloque, Déserteur                              |  |
| 1985  | Mistral gagnant                    | 1 315 000         | Mistral gagnant, Miss Maggie, La pêche à la ligne, P'tite conne, Fatigué                     |  |
| 1988  | Putain de camion                   | 780 000           | Putain de camion, Rouge-gorge, Me jette pas, Il pleut, Socialiste                            |  |
| 1991  | Marchand de cailloux               | 565 000           | Marchand de cailloux, La ballade Nord-irlandaise, P'tit Voleur, L'aquarium, Tonton           |  |
| 1993  | Renaud cante el' Nord              | 350 000           | Chansons traditionnelles du Nord chantées en ch'ti                                           |  |
| 1994  | À la Belle de Mai                  | 585 000           | Son bleu, Le sirop de la rue, La médaille, C'est quand qu'on va où ?, À la Belle de mai      |  |
| 1995  | Les Introuvables                   |                   | CD contenant des morceaux rares, qui fut tout d'abord uniquement disponible dans l'Intégrale |  |
| 1996  | Renaud chante Brassens             | 245 000           | CD de reprises de chansons de Georges Brassens                                               |  |
| 2002  | Boucan d'enfer                     | 2 130 000         | Docteur Renaud, Mister Renard, Manhattan-Kaboul, Elle a vu le loup, Mon bistrot préféré      |  |
| 2006  | Rouge Sang                         | 700 000           | Les Bobos, Elle est facho, Arrêter la clope, Dans la jungle, Elsa                            |  |
| 2009  | Molly Malone – Balade irlandaise   | 205 000           | Vagabonds, Incendie                                                                          |  |
| 2016  | Renaud (Toujours debout)           | 718 000           | Toujours debout, J'ai embrassé un flic, Les Mots, Héloïse                                    |  |
| 2019  | Les Mômes et les enfants d'abord ! | 170 000           | Les Animals                                                                                  |  |
| 2022  | Métèque                            |                   | Si tu me payes un verre, Métèque                                                             |  |

## Albumslive
| Année | Titre                                                    | Ventes françaises                              |
| ----- | -------------------------------------------------------- | ---------------------------------------------- |
| 1980  | Renaud à Bobino                                          | 280 000                                        |
| 1981  | Le P'tit Bal du samedi soir et autres chansons réalistes | 210 000                                        |
| 1982  | Un Olympia pour moi tout seul                            | 290 000                                        |
| 1989  | Visage pâle rencontrer public                            | 360 000                                        |
| 1996  | Paris-Provinces Aller/Retour                             | 190 000                                        |
| 1996  | Le Retour de la Chetron Sauvage                          | Album initialement disponible dans l'Intégrale |
| 2003  | Tournée d'enfer                                          | 180 000                                        |
| 2007  | Tournée Rouge Sang                                       | 100 000                                        |
| 2017  | Phénix Tour                                              |                                                |
| 2023  | Dans mes cordes                                          |                                                |
| 2025  | Live à La Cigale                                         |                                                |

## Compilations
- 1981 : Musique en évasion
- 1982 : Les Grands Moments de l'Olympia
- 1986 : Ma compil'
- 1987 : Ma compil' no 2
- 1989 : Master Série (deux visuels)
- 1995 : The Meilleur of Renaud (1975/85)
- 1995 : The Meilleur of Renaud (1985/95)
- 1995 : The Very Meilleur of Renaud (1975/1995)
- 1998 : Master Série vol.1
- 1998 : Master Série vol.2
- 1998 : Master Série vol.3
- 1998 : Longbox Morgane de toi (3 CD)
- 1999 : Les Talents du siècle : Renaud vol.1
- 1999 : Les Talents du siècle : Renaud vol.2
- 1999 : Les Talents du siècle : Renaud vol.3
- 2000 : L'Absolutely Meilleur of Renaud
- 2000 : CD Story
- 2002 : Longbox Renaud (3 CD, avec un inédit Mon paradis perdu)
- 2003 : Longbox Anthologie (3 CD)
- 2003 : L'Essentiel : Renaud
- 2004 : L'Essentiel : Renaud vol.1
- 2004 : L'Essentiel : Renaud vol.2
- 2004 : Mon film sur moi et mes chansons préférées de moi
- 2006 : Les 100 plus belles chansons (1985-2006)
- 2008 : Renaud
- 2010 : Le Plein de super, best of 3 CD
- 2021 : Putain de Best Of !, best of 3 CD

### Intégrales
- Coffret 18 CD : Renaud - Intégrale, La boîte à bonbon, conçue par Gérard Lo Monaco, 1995 (Virgin)
- Le Roman De Renaud (L'intégrale), 20 CD, 2003
- Les Vinyles - Intégrale studio, coffret en édition limitée 3000 exemplaires
- Intégrale des albums studios, 15 album plus un double CD des Introuvables, coffret en édition limitée 3000 exemplaires, 2012
- Putain d'coffret, coffret de 12 vinyls ou 10 CDs, illustrée par Frank Margerin.

## DVD
- 1984 : Zenith 1984 - non commercialisé
- 1986 : La Chetron sauvage - concert au Zénith en 1986
- 1988 : Visage pâle attaquer Zénith - concert au Zénith en 1988
- 1988 : Strasbourg 1988 - concert de soutien à François Mitterrand, non commercialisé
- 1989 : Renaud prend la bastille 1989 - non commercialisé
- 1992 : Le Casino de Paris 1992 - non commercialisé
- 1995 : À la Mutualité - concert à la Mutualité en 1995
- 2002 : Mon film sur moi - Renaud, le Rouge et le Noir, écrit par Didier Varrod et réalisé par Éric Guéret - documentaire sur la vie de Renaud ;
- 2003 : Tournée d'enfer
- 2007 : Tournée Rouge Sang
- 2017 : Phénix Tour

## Singles

### 45 tours
- 1977 : Laisse béton / Je suis une bande de jeunes
- 1977 : Adieu minette / La Chanson du loubard
- 1978 : La Boum / Le Blues de la Porte d'Orléans
- 1979 : C'est mon dernier bal / Chanson pour Pierrot
- 1979 : Ma gonzesse / Sans dec
- 1979 : J'ai la vie qui m'pique les yeux / Ch'timi rock
- 1980 : Marche à l'ombre / Dans mon H.L.M.
- 1980 : It is not because you are / Les Aventures de Gérard Lambert
- 1980 : Viens chez moi j'habite chez une copine / P'tit dej' blues
- 1981 : Mon beauf'
- 1982 : Manu
- 1983 : Dès que le vent soufflera
- 1983 : En cloque / Ma chanson leur a pas plus
- 1984 : Doudou s'en fout  / Près des autos tamponneuses
- 1984 : Morgane de toi
- 1985 : Miss Maggie
- 1986 : Mistral gagnant / Le Retour de la Pépette
- 1986 : Baby-sitting blues / La Pêche à la ligne
- 1988 : Jonathan
- 1988 : La Mère à Titi / Socialiste
- 1989 : Me jette pas / Allongés sous les vagues
- 1989 : Allongés sous les vagues / Il pleut
- 1989 : Socialiste
- 1991 : Marchand de cailloux
- 1992 : P'tit voleur
- 1992 : La Ballade Nord-Irlandaise
- 1993 : Tout in haut de ch'terril

### CD 1 ou 2 titres
- 1992 : La Ballade Nord-irlandaise
- 1993 : Tout in haut de ch'terril
- 1993 : Eun' goutt' ed' jus
- 1994 : C'est quand qu'on va où ?
- 1994 : Le Petit Chat est mort
- 1995 : Adios Zapata !
- 1995 : Le Sirop de la rue
- 1995 : Son bleu
- 1995 : Je suis un voyou
- 1996 : L'Orage
- 1996 : Fallait pas!..
- 2002 : Docteur Renaud, Mister Renard / Baltique
- 2002 : Manhattan-Kaboul (avec Axelle Red)
- 2002 : Cœur perdu / Petit pédé
- 2003 : Mon bistrot préféré
- 2003 : Elle a vu le loup
- 2005 : Dans la jungle (à Ingrid Betancourt)
- 2005 : Anaïs Nin (avec Romane Serda)
- 2006 : Les Bobos
- 2006 : Arrêter la clope ! / À la téloche / Les Bobos (vidéo clip)
- 2007 : Les Cinq Sens
- 2009 : Vagabonds[3]
- 2016 : Toujours debout
- 2016 : J'ai embrassé un flic
- 2016 : Les Mots
- 2017 : Héloïse
- 2019 : Les Animals
- 2020 : Corona Song

### CD 3 titres
- 1988 : La Mère à Titi / Jonathan / Socialiste
- 1991 : Marchand de cailloux
- 1991 : P'tit voleur

## Participations

### Solos
- 1986 : La Fugue du Petit Poucet (Le camionneur rêveur)
- 1990 : Diversion, 10 ans de Virgin France (Sidi h' bibi, repris de la Mano Negra)
- 1990 : Natacha - Mambo à Buenos Aires, conte musical sur Natacha (Zénobe)
- 1992 : Urgence contre le Sida (Toute seule à une table)
- 1993 : Chantons Brassens, album hommage à Georges Brassens (Celui qui a mal tourné)
- 1994 : L'évasion de Toni (Ourson prisonnier)
- 1995 : Blue Jean Society - Macadam (J'traîne sur le macadam)
- 2002 : Autour de Serge Reggiani, album hommage à Serge Reggiani (Le petit garçon)
- 2006 : #20 ans Tchernobyl (26 avril)
- 2006 : Paysâmes pour la Confédération paysanne (Pas de dimanche)
- 2010 : VIP: Very Intimes Poteaux, album hommage à Soldat Louis (Encore un rhum)
- 2015 : Il nous restera ça, album de Grand Corps Malade (Ta Batterie)
- 2020 : XXV de Tryo (La Misère d'en face XXV)

### Duos
- 1996 : Aufray trans Dylan (Au cœur de mon pays, avec Hugues Aufray)
- 1997 : Le 4 octobre (Travailler c'est trop dur, avec Julien Clerc)
- 1997 : Olympia 97 (Le bateau mouche et Hollywood, avec David McNeil)
- 1998 : Liaisons dangereuses (Hexagonal, avec Doc Gynéco)
- 2002 : Entre deux (Comme de bien entendu !, avec Patrick Bruel)
- 2004 : Romane Serda (Anaïs Nin, avec Romane Serda)
- 2007 : Favourite Songs (Cent ans, avec Vincent Delerm et Bénabar, sur le double CD + DVD de Vincent Delerm, À la Cigale)
- 2007 : Naiz (Kixmi, avec Peio Serbielle et Nadine Rossello)
- 2017 : La Même Tribu (Sur la route de Memphis, avec Eddy Mitchell )
- 2021 : On lâche pas l’affaire (Chez les Corses, avec Bénabar)
- 2023 : À 2 à 3 (Maintenant, avec Vianney)
- 2024 : Éclect!que (édition deluxe) (Avec personne (c'est vrai on s'entend bien), avec Gaëtan Roussel)

### Collectifs
- 1978 : Printemps de Bourges 78 (compilation - double 33 t) (Hexagone)
- 1985 : Chanteurs sans frontières (Éthiopie)
- 1986 : La Fugue du Petit Poucet (Le camionneur rêveur, pour la Croix-Rouge française)
- 1989 : Association Charles Aznavour (Pour toi Arménie)
- 1994 : L'Évasion de Toni (La Courte échelle)
- 1996 : David McNeil et les chanteurs camouflés (Quand la lettre est jolie, avec Robert Charlebois, Julien Clerc, Maxime Le Forestier, Renaud, Alain Souchon, Laurent Voulzy)
- 1997 : David McNeil et les chanteurs camouflés (Hollywood, avec Robert Charlebois, Julien Clerc, Maxime Le Forestier, Renaud, Alain Souchon, Laurent Voulzy)
- 2010 : Dr. Tom ou la liberté en cavale (La liberté en cavale avec Vanessa Paradis, Alain Souchon, Ours, Natalie Dessay, Cécile Cassel, Arthur H, Yannick Noah, Thomas Dutronc, Raphael, Liza Manili, Claire Denamur)
- 2011 : J'écoute la radio de Daniel Lavoie (Boule qui roule avec Daniel Lavoie et Robert Charlebois)
- 2014 :  Noël est là (avec le collectif français Band Aid 30 contre l'épidémie d'Ebola)

#### Avec les Enfoirés
Renaud a participé aux concerts des Enfoirés pour les Restos du Cœur en 1992, 1993,1994, 1995, 1998, 1999 et 2004.
- 1992 : La Soirée des Enfoirés à l'Opéra (La Ballade nord-irlandaise [avec Carole Fredericks, Jean-Jacques Goldman, Michael Jones], Dans ton sac, Putain de camion, La pêche à la ligne [avec Francis Cabrel, Chanson pour l'Auvergnat [avec Carole Fredericks, Jean-Jacques Goldman, Michael Jones, Patricia Kaas, Muriel Robin, Patrick Sébastien et Smaïn])
- 1994 : Les Enfoirés au Grand Rex (Sur la route de Memphis [avec Eddy Mitchell, Paul Personne, Jean-Jacques Milteau, Un autre monde [Ensemble], La Chanson des Restos [Ensemble])
- 1995 : Les Enfoirés à l'Opéra-Comique (Le tourbillon de la vie [avec Patricia Kaas et Alain Souchon, Les Plays-Boys [avec Pierre Palmade, Patrick Bruel, Laurent Voulzy, Alain Souchon et Florent Pagny], On ira tous au paradis [Ensemble], La chanson des Restos [Ensemble])
- 1998 : Enfoirés en cœur (Bienvenue chez moi [Ensemble], Un Homme heureux [avec Patrick Bruel], Celui qui chante [Ensemble], La Chanson des Restos [Ensemble])
- 1999 : Dernière Édition avant l'an 2000 (Emmenez-moi [Ensemble], La chanson des Restos [Ensemble])
- 2004 : Les Enfoirés dans l'espace (Une autre histoire [Ensemble], Z'avez pas vu Mirza [Ensemble], Ma préférence [avec Patricia Kaas, Natasha St-Pier et Francis Cabrel], Je l'aime à mourir [avec Jean-Louis Aubert et Patricia Kaas], Tous les cris les S.O.S. [Ensemble], La chanson des Restos [Ensemble])

### Musiques de film
- 1980 : Viens chez moi, j'habite chez une copine de Patrice Leconte - qui comprend aussi P'tit déj' blues.
- 1984 : Marche à l'ombre  de Michel Blanc
- 1996 : Fallait pas !... de Gérard Jugnot
- 2006 : Le Deal de Jean-Pierre Mocky, chante La Chanson de Radius

### Auteur/compositeur
- 1980 : Le seuliste, 45 tours de Bob Feeler - signature du texte de la face B À bientôt en enfer[4].
- 1983 : Dans la nuit, 45 tours de Franck Langolff - paroles de la face B Jimmy et John.
- 1991 : Château de cartes de Jean-Pierre Bucolo - paroles de La vie en bleu.
- 2003 : Sexe fort de Patricia Kaas - chanson La nuit est mauve.
- 2004 : Made in Paname de Régine - chanson Je viens danser.
- 2004 : Romane Serda de Romane Serda - paroles de Mon carnet de velours et Petite sœur.
- 2004 : Après la pluie de Romane Serda - paroles de l'album.
- 2019 : Souviens-toi d'aimer de Dave - paroles de Une femme qui s'en va.

### Producteur
- 2004 : Romane Serda de Romane Serda
- 2006 : One Life de Johnny Clegg
- 2007 : Après la Pluie de Romane Serda
- 2007 : Jeunesse se passe de Benoît Dorémus
- 2011 : Ailleurs de Romane Serda
- 2018 : Pour te plaire de Romane Serda
- 2019 : Souviens-toi d'aimer de Dave